# Andacht
Andacht – ósmy album niemieckiego zespołu blackmetalowego Lunar Aurora, wydany 8 stycznia 2007 roku za pośrednictwem wytwórni Cold Dimensions. Jest to ostatni album nagrany przed pięcioletnim zawieszeniem działalności zespołu. Album dostępny jest w formacie CD oraz digipack. W jednym z wywiadów muzycy stwierdzili, iż album ten nie zostanie wydany na winylu.

## Lista utworów
1. "Glück" – 11:09
2. "Geisterschiff" – 7:53
3. "Dunkler Mann" – 8:39
4. "Findling" – 9:44
5. "Der Pakt" – 7:56
6. "Das Ende" – 8:38

## Twórcy
- Aran - gitara elektryczna, keyboard, wokale
- Sindar - gitara basowa, keyboard, wokale, programowanie
- Skoarth - gitara elektryczna